# Trey Azagthoth
Trey Azagthoth (George Emmanuel III) (Bellingham, Washington,           1965. március 26. –) amerikai gitáros, zeneszerző, aki a Morbid Angel alapítójaként, fő dalszerzőjeként és gitárosaként ismert.
A death metal műfaj egyik legsikeresebb és legnagyobb hatású együtteseként számon tartott Morbid Angelt 1983-ban hozta létre, debütáló nagylemezük pedig 1989-ben jelent meg. Azagthoth 1983 óta az együttes vezetője, aki kiemelkedően egyéni gitárjátékával a műfaj egyik legelismertebb és legbefolyásosabb zenésze. Ezt bizonyítja a Decibel Magazine "minden idők legjobb death metal gitárosa" listája is, melynek Trey Azagthoth lett az első helyezettje. Elismeréseit gyarapítja a Joel McIver által írt The 100 Greatest Metal Guitarists („a 100 legnagyobb metal gitáros”) című könyv is, melyben a 7. helyen szerepel. Ibanez, Jackson, B.C. Rich, Dean és Charvel gitárokat használ, szabadidejét pedig szívesen tölti számítógépes játékokkal.

## Életrajz
16 éves korában kezdett el gitározni, olyan zenészek hatására, mint Jimi Hendrix, Michael Schenker, Randy Rhoads, Uli Jon Roth, Jason Becker, Glenn Tipton, azonban legnagyobb hatásaként Eddie Van Halent és Mozartot tartja.
1983-ban hozta létre zenekarát a Morbid Angelt, mely hamar a death metal műfaj egyik legnépszerűbb zenekarává vált. Azaghtoth 8 nagylemezt készített a zenekarral, a Morbid Angelen kívül sosem foglalkozott egyéb zenei projektekkel. Azaghtoth az együttes fő dalszerzője és vezetője, a gitár mellett pedig gyakran játszik billentyűs hangszereken is, de gitárszintetizátorokat is használt már az együttes lemezein.
Szabadidejét szívesen tölti videójátékokkal, kedvencei közé tartozik a Doom és a Quake sorozat, valamint a Castlevania, a Street Fighter, a Devil May Cry, a Legacy of Kain és a Metal Gear Solid című játékok is.
Nagy anime rajongó, kedvencei a Sailor Moon és a Gundam.
Nem tartja magát heavy metal rajongónak, elmondása szerint a legritkábban tesz fel valami metal lemezt, érdeklődésének központjában sokkal inkább a groove központú popzene áll, de szívesen hallgat rapet is.
Gitárstílusa és hangzása kiemelkedően egyéni, mely azonnal felismerhetővé teszi a Morbid Angel zenéjét is. Gyakran használ Morley wah-wah pedált, gitárszólóiban pedig előszeretettel használja a tapping technikát. Egyéniségéhez nagyban hozzájárul a tremoló agresszív használata is, a súlyosabb hangzás érdekében pedig gyakran használ 7 húros Ibanez gitárokat. A death metal igazi kuriózumaként is számon tartott Azaghtoth játéka magában rejt egy sötét, absztrakt és morbid hangulatot is, annak ellenére, hogy játékában nagy szerepet kap a technikás megközelítés is.
Műfajra gyakorolt hatása felbecsülhetetlen, Nagy Balázs a Sírontúli Melódiák című könyv szerzője Chuck Schuldiner mellett Azagthoth-ot nevezi meg a death metal legkiemelkedőbb gitárosának, valamint úgy hivatkozik rá, mint a „legőserejűbb gitárosra”.
Leggyakrabban Ibanez és Jackson gitárokat használ, de pályafutásának egy szakaszában B.C. Rich hangszereket is használt. Emellett előszeretettel használ Dean gitárokat is, a cég jóvoltából pedig saját signatur modellje is van, mely az X-Core Razorback V névre hallgat. A V alakú, floyd rose tremolókaros hangszer, 24 érintővel rendelkezik, melyben Dean Equalizer és Seymour Duncan Hot Rails hangszedők találhatóak.
Pengetők terén is saját signature termékeit használja, erősítők terén pedig a Marshall JCM 900 csöves erősítők mellett teszi le voksát. Kedvenc effektjei közé tartozik a MXR Phaser pedál.

## Diszkográfia

### Morbid Angel
- Altars of Madness (1989)
- Blessed Are the Sick (1991)
- Covenant (1993)
- Domination (1995)
- Entangled in Chaos (1996)
- Formulas Fatal to the Flesh – 1998
- Gateways to Annihilation – 2000
- Heretic – 2003
- Illud Divinum Insanus – 2011
- Juvenilia (koncertalbum) – 2015
- Kingdoms Disdained – 2017

## Felszerelés
Gitárok
- BCRich Ironbird (nemzetközi sorozat)
- Ibanez UV7BK guitars (7 húros)
- Custom Hamer V (Vector) (egyedi tervezésű)
- Gold Label Charvel Explorer
- Orange Ibanez RG550 (juhar fogólappal)
- Dean X-Core Razorback V (kékszínű signature modell Dean Equalizer és Seymour Duncan Hot Rails hangszedőkkel[8])

Erősítők
- Marshall JCM 900 erősítők Marshall 1960b 4x12-es ládákkal.

Effektek
- Alesis Quadraverb
- Boss Flanger BF-3
- Dunlop Uni-Vibe Chorus
- Eventide Ultra H3000S Harmonizer
- Furman power conditioner (teljesítményszabályzó)
- Ibanez Analog Delay AD-80
- Morley Bad Horsie Wah
- MXR Phase 90
- ProCo RAT